# Michal Smola

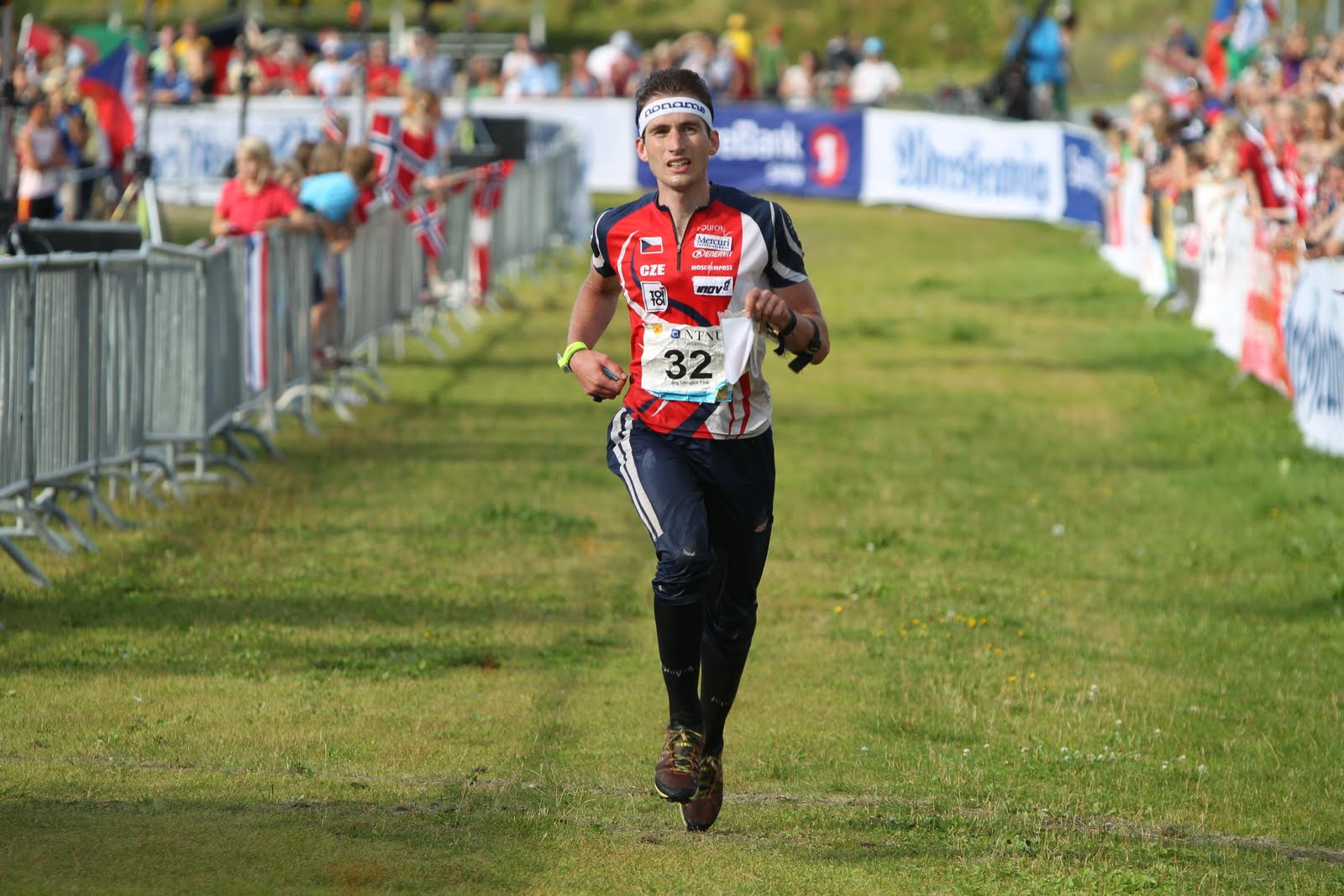
Michal Smola, 2010

Michal Smola (* 21. Dezember 1981 in Gottwaldov) ist ein tschechischer Orientierungsläufer.
Michal Smola wurde 2000 Junioren-Weltmeister auf der Kurzdistanz. Mit der Staffel gewann er 2000 ebenfalls den Titel, den die Tschechen 2001 verteidigten. 2001 gewann er die Bronzemedaillen auf der Kurzdistanz und auf der Langdistanz. Ab 2002 lief er im Weltcup der Aktiven.
2006 verpasste Smola als Vierter auf der Langdistanz hinter dem Finnen Jani Lakanen, dem Schweizer Marc Lauenstein und dem Russen Andrei Chramow eine WM-Medaille. In der tschechischen Staffel mit Vladimír Lučan und Petr Losman hatte er zuvor bei den Europameisterschaften im estnischen Otepää eine Medaille um eine Sekunden verpasst. Am Ende der Weltcup-Saison 2006 belegte er Rang neun, was seine beste Platzierung im Weltcup bleiben würde. Bei den Weltmeisterschaften 2008 in Tschechien wurde er Silbermedaillengewinner auf der Mitteldistanz hinter dem Franzosen Thierry Gueorgiou. Die tschechische Staffel mit Jan Procházka, Smola und Tomáš Dlabaja lief auf den vierten Platz. Beim WM-Staffellauf 2009 unterbrach er das Rennen um gemeinsam mit Thierry Gueorgiou und Anders Nordberg aus Norwegen dem verletzten Schweden Martin Johansson zu helfen.
Smola läuft in Tschechien für den Verein SKOB Zlín in seiner Geburtsstadt. International startete er für die Vereine FK Friskus Varberg, Södertälje Nykvarn Orientering und IFK Mora.

## Platzierungen
| Weltmeisterschaften | Sprint | Mittel | Lang | Staffel |
| ------------------- | ------ | ------ | ---- | ------- |
| 2003 Rapperswil     |        |        | 28.  |         |
| 2004 Västerås       | n.q.   | 31.    |      | 11.     |
| 2006 Aarhus         |        | 40.    | 4.   | 5.      |
| 2007 Kiew           | 15.    |        | 7.   | 15.     |
| 2008 Olomouc        |        | 2.     | 13.  | 4.      |
| 2009 Miskolc        |        | 11.    |      | 27.     |
| 2010 Trondheim      | 13.    |        | 29.  | 5.      |

| Europameisterschaften | Sprint | Mittel | Lang | Staffel |
| --------------------- | ------ | ------ | ---- | ------- |
| 2002 Sümeg            |        | 31.    | 27.  |         |
| 2004 Roskilde         |        | 36.    |      | 7.      |
| 2006 Otepää           |        | 17.    | 14.  | 4.      |
| 2008 Ventspils        | 48.    | 14.    | 21.  | 5.      |
| 2010 Primorsko        | 17.    |        | 15.  | 5.      |

| Gesamt-Weltcup | Gesamt-Weltcup |
| -------------- | -------------- |
| 2002           | 79.            |
| 2004           | 38.            |
| 2005           | 23.            |
| 2006           | 9.             |
| 2007           | 14.            |
| 2008           | 18.            |
| 2009           | 37.            |
| 2010           | 43.            |

| Junioren-WM               | Sprint | Mittel | Lang | Staffel |
| ------------------------- | ------ | ------ | ---- | ------- |
| 1999 Warna                |        |        | 36.  |         |
| 2000 Nové Město na Moravě |        | 1.     | 4.   | 1.      |
| 2001 Miskolc              |        | 3.     | 3.   | 1.      |